# Kim Cheol-gyu
Dans ce nom coréen, le nom de famille, Kim, précède le nom personnel.
Pour les articles homonymes, voir Kim.
Kim Cheol-gyu (en coréeen 김철규), né le 20 août 1938) est un cavalier sud-coréen de saut d'obstacles.

## Carrière
Il participe aux Jeux olympiques d'été de 1964 à Tokyo : il est disqualifie à l'issue de l'épreuve individuelle, tandis que l'équipe de Corée du Sud est quatorzième de l'épreuve par équipes.

## Famille
Il est le père de Kim Hyung-chil, cavalier de concours complet aux Jeux olympiques d'été de 1988 à Séoul et le grand-père de Kim Kyun-sub, cavalier de dressage aux Jeux asiatiques en 2010, 2014 et 2018.